# Пеноє
Пеноє (словен. Penoje) — поселення в общині Словенське Коніце, Савинський регіон, Словенія. Висота над рівнем моря: 268,9 м.